# إميلي بيركنز (روائية)
إميلي بيركنز (بالإنجليزية: Emily Perkins) (1970، كرايستشرش في نيوزيلندا)؛ كاتِبة وروائية نيوزيلندية.